# Corinne Charbonnel
Corinne Charbonnel est une astrophysicienne française née le 8 janvier 1965 à Clermont-Ferrand. Elle est aujourd'hui professeure associée à l'Observatoire de Genève et directrice de recherche au CNRS, spécialiste internationalement reconnue dans la recherche sur la structure, la formation et l'évolution des étoiles de petites masses et de masses intermédiaires, sur la nucléosynthèse stellaire et primordiale, ainsi que sur l’évolution chimique des amas d'étoiles et des galaxies.

## Biographie
Corinne Charbonnel est née en 1965 à Clermont-Ferrand, dans le Puy-de-Dôme (France). Après des études à l'université Blaise-Pascal de 1982 à 1986, elle étudie de 1986 à 1992 à l'université Toulouse-III-Paul-Sabatier où elle effectue à partir de septembre 1989 une thèse intitulée « Formation et destruction du lithium dans les étoiles. Implications cosmologiques » au Laboratoire d'astrophysique de l'Observatoire Midi-Pyrénées. Elle obtient en mai 1992 son doctorat ès sciences mention Astrophysique et Techniques spatiales,,. Elle effectue un post-doctorat à l'Observatoire de Genève entre juin 1992 et octobre 1993 puis devient boursière de l'Académie des sciences au Laboratoire d'astrophysique de l'Observatoire Midi-Pyrénées à Toulouse de novembre 1993 à octobre 1994. Sa carrière scientifique se poursuit entre les universités de Toulouse et de Genève. Elle est directrice de recherche au Laboratoire d'astrophysique de Toulouse et Tarbes (partie du CNRS) depuis 1994, et est en détachement à l'Observatoire de Genève depuis octobre 2002 où elle devient maître d'enseignement et de recherche,,. Elle devient professeure associée, toujours à l'Observatoire de Genève, le 1er décembre 2011.
De plus, Corinne Charbonnel a récemment été promue professeure ordinaire à l'Université de Genève.[réf. nécessaire]

## Activités scientifiques
Les travaux de recherche de Corinne Charbonnel portent sur la structure, la formation et l'évolution des étoiles de petite masse et de masse intermédiaire, sur la nucléosynthèse stellaire et primordiale ainsi que sur l'évolution chimique des amas d'étoiles et des galaxies. Elle développe des modèles numériques permettant de prédire l’évolution des différents types d’étoiles et d'évaluer leur contribution à la production des éléments chimiques constituant l'univers. Astronome internationalement reconnue pour la qualité et la productivité de ses recherches, elle est l'auteur d'environ 300 publications. Elle donne régulièrement des exposés de revue dans des conférences internationales. Elle est également présidente de commissions scientifiques internationales. Elle a été présidente de la Société française d'astronomie et d'astrophysique de 2010 à 2012 et s'engage pour la promotion de l'astronomie. Ceci lui vaut la reconnaissance de ses pairs et des instances politiques chargées de la recherche et a été en conséquence élevée au titre de Chevalier de l'Ordre national du Mérite par la ministre française de la Recherche et de l'Enseignement supérieur. Elle est par ailleurs depuis 2015 présidente de la division G « Étoiles et physique stellaire » au sein de l'Union astronomique internationale après avoir été vice-présidente (2006-2009) puis présidente (2009-2012) de la commission 35 « Constitution stellaire » de cette division.

## Distinctions et récompenses
- Chevalier de l'ordre national du Mérite par la ministre française de la Recherche et de l'Enseignement supérieur[1]
- Prix 2001 Jeunes chercheurs de la société Compaq et de la Société française d'astronomie et d'astrophysique[3]
- Bourse Jeunes chercheurs de l'Académie des sciences française (1993)[3]